# Amstel Curaçao Race 2012
Op 3 november 2012 werd de 11e editie van de Amstel Curaçao Race gereden.

## Uitslag (top 10)
| Rang | Renner              | Land      | Ploeg                   | Tijd       |
| ---- | ------------------- | --------- | ----------------------- | ---------- |
| 1    | Niki Terpstra       | Nederland | Omega Pharma-Quick Step | 1h 49' 50" |
| 2    | Marc de Maar        | Curaçao   | United Healthcare       | s.t.       |
| 3    | Thomas De Gendt     | België    | Vacansoleil-DCM         | + 4"       |
| 4    | François Van Rooij  | Nederland | Ogott                   | + 6"       |
| 5    | Bert-Jan Lindeman   | Nederland | Vacansoleil-DCM         | + 12"      |
| 6    | Peter Koning        | Nederland | Metec continental team  | + 12"      |
| 7    | Wilfrid Camelia     | Curaçao   | PPCC                    | + 56"      |
| 8    | Mitchell Cornelisse | Nederland | -                       | + 57"      |
| 9    | Quinten Winkel      | Curaçao   | Bellisima               | + 59"      |
| 10   | Sebastiaan Ton      | Curaçao   | Bellisima               | + 1' 01"   |

| Rang*   | Renner                 | Land      | Ploeg                       | Tijd       |
| ------- | ---------------------- | --------- | --------------------------- | ---------- |
| 1 (12)  | Marianne Vos           | Nederland | Rabobank Women Cycling Team | 1h 50' 52" |
| 2 (21)  | Ellen van Dijk         | Nederland | Team Specialized-lululemon  | + 40"      |
| 3 (22)  | Annemiek van Vleuten   | Nederland | Rabobank Women Cycling Team | + 1' 05"   |
| 4 (41)  | Loes Gunnewijk         | Nederland | Orica-GreenEDGE             | + 4' 16"   |
| 5 (49)  | Joukje Braam           | Nederland | Toni marchell               | + 9' 00"   |
| 6 (51)  | Aagtje Dijkman         | Nederland | NWTT/Peoples Trust          | + 9' 01"   |
| 7 (53)  | Anneke Beerten         | Nederland | -                           | + 9' 01"   |
| 8 (58)  | Irene Tesink           | Nederland | Amsterdam Cycling Babes     | + 9' 04"   |
| 9 (73)  | Lisa Groothuesheidkamp | Curaçao   | PPCC                        | + 11' 50"  |
| 10 (75) | Marlies Kort           | Curaçao   | -                           | + 11' 54"  |